# Cat&Mouse
Cat&Mouse ist eine finnische Band, bestehend aus Kärtsy Hatakka, Leadsänger von Waltari und seinem um einige Jahre älterer Bruder Tote Hatakka.

## Geschichte
1975, als Kärtsy gerade mal 8 Jahre alt war, erschien ihr erstes Album She Does Slip. 1995 gab es eine Neu-Veröffentlichung des Albums mit Bonustracks aus demselben Jahr.
Die Plattenfirma, bei welcher She Does Slip aufgenommen wurde, hatte Kärtsy gefragt, ob er mit einer Neuveröffentlichung zum 20-jährigen Jubiläum des Albums einverstanden sei, denn immerhin war die damals verwendete Sprache in den Liedtexten recht wüst und enthielt viele Schimpfwörter und hätte so seinem Ruf schaden können.
Kärtsy und Tote waren von der Idee der Neuveröffentlichung so angetan, dass sie sich kurzerhand entschlossen, neue Lieder für die Neuveröffentlichung aufzunehmen. Der neue Stil der Band ist Elektropop. Die neuen Songs wurden von Sale Suomalainen abgemischt, der früher zusammen mit Kärtsy bei Waltari gespielt hat. An der E-Gitarre half Kärtsys Bandkollege Jariot Lehtinen aus. Die CD verkaufte sich sehr gut.
Eigentlich wollten Kärtsy und Tote es bei dieser Neuveröffentlichung belassen und keine weiteren Lieder aufnehmen. Cat&Mouse sollte kein ständiges Bandprojekt werden, sondern beide sahen es als eine nette kleine Abwechslung zu der Musik, die sie sonst machen, oder wie Kärtsy es ausdrückt: als ein Therapieprojekt.
Aufgrund der hohen Nachfrage erschien 1998 dann doch die EP Around and Round, die drei neue Lieder enthielt und drei Neufassungen von Bonustracks aus dem Jahre 1995 enthielt. Die EP war innerhalb kürzester Zeit ausverkauft. Obwohl Cat&Mouse noch gelegentlich in Szeneclubs in Finnland auftreten, sind derzeit keine weiteren Veröffentlichungen geplant.

## Diskografie
- 1975: She Does Slip (Album, Neuveröffentlichung 1995 mit Bonustracks)
- 1998: Around and Round (EP)